# شاخص لباس زیر مردانه
شاخص لباس زیر مردانه (انگلیسی: Men's underwear index) یا به اختصار MUI یک شاخص اقتصادی است که ظاهراً می‌تواند آغاز یک احیا در دوره‌های رکود اقتصادی را تشخیص دهد. فرضیه این است که لباس‌های زیر مردانه در زمان‌های عادی اقتصادی ضروری هستند و فروش آن‌ها پایدار است. در دوره‌های بحرانی رکود اقتصادی، تقاضا برای این کالاها تغییر می‌کند زیرا خریدهای جدید به تعویق می‌انجامد. بنابراین، تداوم خرید لباس زیر مردان (و یا همسرانشان به نمایندگی از آن‌ها) به عنوان یک نشانگر خوب از هزینه‌های اختیاری برای مصرف، به ویژه در دوره‌های بازگشت به رونق اقتصادی، شناخته می‌شود.